# Die Standarte
Die Standarte ist ein in österreichisch-deutsch-spanischer Coproduktion entstandenes Filmdrama von Ottokar Runze aus dem Jahre 1977 nach der gleichnamigen Romanvorlage von Alexander Lernet-Holenia.

## Handlung
Erster Weltkrieg, letztes Kriegsjahr 1918. Das Ende des Krieges zeichnet sich ab. Der junge Fähnrich Herbert Menis erlebt mit der jungen Hofdame Resa Lang seine erste Liebe und muss wenig später mit ansehen, wie seine Ideale Stück für Stück in Scherben gehen: Ein ganzes Regiment ruthenischer, polnischer und galizischer Soldaten beginnt zu meutern und sich gegen die militärischen Vorgesetzten und damit gegen das Kaiserhaus aufzulehnen. Menis empfängt aus der Hand eines sterbenden Kameraden die Regimentsstandarte, das Symbol des untergehenden Habsburgerreichs.
Mit dem Erhalt der Standarte geht es für den Fähnrich von nun an um mehr als um Leben und Tod: Es geht um die Ehre – seine und die des Vaterlands. Und so rettet er die Standarte über alle Situationen hinweg während einer abenteuerlichen Rückkehr vom Schlachtfeld nach Wien. Dort angekommen, ist es Herbst geworden. Menis wird Zeuge, wie der Kaiser das Schloss verlässt, um ins Exil zu gehen. Zu spät reift in dem Fähnrich das Bewusstsein der Sinnlosigkeit all seines bisherigen Tuns: Sein Regiment existiert nicht mehr, viele seiner Kameraden sind gefallen. Seine Ideale sind zerbrochen. Und so endet auch das von ihm bislang verbissen verteidigte und in Ehren gehaltene Symbol seiner soldatischen Pflichterfüllung – die Standarte: In einem lodernden Kamin des kaiserlichen Schlosses.

## Produktionsnotizen
An dieser internationalen Koproduktion waren zwei Hamburger, zwei Wiener, eine Berliner und eine Madrider Produktionsfirma beteiligt.
Gedreht wurde an 40 Tagen zwischen dem 14. Oktober und dem 15. Dezember 1976 in Oropesa, Tarancón (beides Spanien) und in Wien.
Die Uraufführung fand am 25. November 1977 in Freiburgs Kandelhof statt. In den mitproduzierenden Staaten Österreich und Spanien (dort unter dem Titel La última bandera) lief der Film 1978 an.
Neben den Briten Simon Ward, Jon Finch und Peter Cushing verpflichtete Regisseur Runze für Gastrollen auch eine beeindruckende Riege von Altstars des deutschsprachigen Films, darunter Lil Dagover, Viktor Staal, Wolfgang Preiss, Rudolf Prack, Friedrich von Ledebur, Erik Frey sowie Hans Thimig und Werner Fuetterer, die hier zum letzten Mal vor die Kamera traten.
Die Filmbauten und Kostüme entwarf Peter Scharff. Die Herstellungsleitung hatte Otto Boris Dworak.

## Kritik
Das Lexikon des Internationalen Films schrieb: „Ein großangelegter Historienfilm […], dessen flache Form weit hinter den literarischen Absichten der Romanvorlage wie der der Regie zurückbleibt.“
Kay Wenigers Das große Personenlexikon des Films nannte Die Standarte Runzes „Ausflug ins literarische, internationale Star-Kino“.